# Vale Sem Retorno
O Vale Sem Retorno (francês: Val Sans Retour), também conhecido como Vale dos Falsos Amantes (Val des faux amants) ou Vale perigoso (Val périlleux), é um local mítico da lenda arturiana, bem como um local físico localizado na região central da Bretanha, na Floresta de Paimpont. A lenda ligada a ele é contada principalmente na fonte literária Lancelote-Graal: nela, Fada Morgana sofre uma decepção amorosa com o cavaleiro Guiomar e, em retaliação, cria o Vale Sem Retorno na floresta de Brocéliande, onde todos os cavaleiros infiéis no amor são aprisionados.
O local físico na Floresta Paimpont tornou-se um ponto turístico popular devido às suas ligações com as lendas arturianas. Possui diferentes pontos de interesse, incluindo a Árvore Dourada e o Espelho das Fadas em seu vale, bem como a casa da Fada Viviane e o assento de Merlin em seus cumes. É o lar de várias espécies de flora e fauna e é protegida como uma zona natural de interesse ecológico, fauna e flora, bem como um local que pertence à Rede Natura 2000.

## Lendas
Na lenda arturiana, o Vale Sem Retorno é um lugar encantado criado pela Fada Morgana, irmã do Rei Artur, para aprisionar os cavaleiros que são infiéis às suas damas. Ele aparece de forma mais proeminente no ciclo Lancelote-Graal, embora seja prenunciado em Erec e Enide, de Chrétien de Troyes.

### Lancelote-Graal

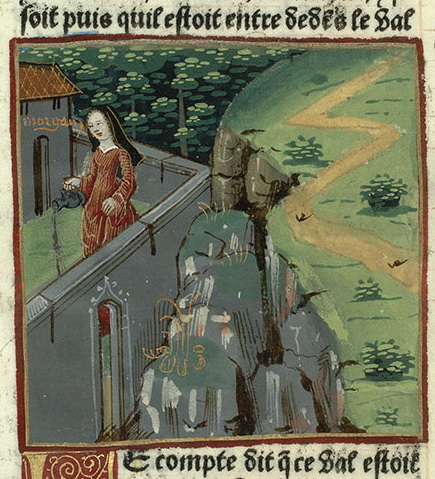
Fada Morgana (Morgan le Fay), encantando o Vale em Lancelote em prosa (c. 1494)

No Lancelote-Graal, uma compilação de textos arturianos do século XIII, o Vale Sem Retorno é criado pela Fada Morgana após um breve caso de amor com o cavaleiro Guiomar (também conhecido como Guyamor, Guyomard e outras variantes). Guiomar é convencido por sua tia, a Rainha Genebra, a terminar o caso, provocando um ódio profundo da Fada Morgana contra a rainha e os Cavaleiros da Távola Redonda. Isso faz com que a Fada Morgana deixe a corte de Artur e procure Merlin para aprender magia. Com seu novo conhecimento de magia, Fada Morgana cria o Vale Sem Retorno na floresta encantada de Brocéliande. Ela lança um feitiço que aprisiona todos os amantes infiéis (que ela chama de "falsos amantes") no Vale para sempre.
Fada Morgana cria o Vale especificamente para Guiomar: ao surpreendê-lo no abraço de outra mulher, ela o condena a nunca mais sair do Vale. Essa prisão é estendida a qualquer cavaleiro que entre depois dele e que tenha sido infiel, em pensamento ou em ação, à sua amante. Na entrada do Vale, Fada Morgana coloca uma placa explicando que somente um amante completamente fiel, capaz de superar as provações do Vale, poderá libertar os cavaleiros. Essas provações incluem derrotar dois dragões guardiões, superar uma parede de fogo e a travessia de um poço cercado por penhascos. A prova é tentada por muitos cavaleiros.
Ninguém consegue quebrar o encantamento e esses homens vagam pelo Vale, para sempre perdidos e sem contato com o mundo exterior. Eles permanecem livres para se verem, conversarem, brincarem ou dançarem porque Morgana supre todas as suas necessidades. Tentativas notáveis de libertar os prisioneiros do Vale incluem as histórias de Duque de Clarence e o cavaleiro Yvain, o próprio filho da Fada Morgana. O duque vence os dragões, mas é derrotado no poço. Yvain é derrotado da mesma forma e ambos são aprisionados. Finalmente, o cavaleiro Lancelote fica sabendo sobre o Vale. Ele supera as muitas provações e acaba conhecendo a Fada Morgana. É a lealdade absoluta de Lancelote a Genebra que permite que Lancelote retire a maldição do Vale Sem Retorno. Irritada com a perda de seu encantamento, Fada Morgana o aprisiona colocando um anel em seu dedo que o faz dormir e, assim, consegue aprisioná-lo por um tempo.

### Erec and Enide
Alguns elementos da obra Erec e Enide, de Chrétien, escrita por volta de 1160-1164, apresentam semelhanças com a história do Vale Sem Retorno. Em particular, no final, na passagem intitulada A Alegria da Corte (La Joie de la Cort) e para honrar a promessa feita à sua esposa, o cavaleiro Maboagrain deve permanecer trancado em um jardim encantado e lutar contra todos os adversários que se apresentarem até ser derrotado. As paredes desse jardim estão repletas de espinhos. A intenção da mulher é manter o cavaleiro com ela para sempre, embora ele acabe sendo derrotado por Erec. Da mesma forma que a história do Vale Sem Retorno, o destino de Maboagrain representa um caso em que uma mulher reduz a liberdade de movimento de um cavaleiro.

### Interpretações feministas
O episódio do Vale Sem Retorno representa, na literatura arturiana, uma "tomada de poder pelas mulheres" e um "mundo de cabeça para baixo", de acordo com a estudiosa francesa da literatura arturiana Laurence Harf-Lancner. O Vale foi criado por Morgana para punir os amantes cujo amor havia se desvirtuado. As mulheres dos romances de cavalaria geralmente estão contidas dentro das muralhas de um castelo, enquanto os cavaleiros têm poder de ação, a capacidade de sair em aventuras e podem enganá-las. No Vale Sem Retorno, os papéis se invertem com os homens aprisionados entre paredes invisíveis, punidos por sua infidelidade. Eles estão à mercê da Fada Morgana e das mulheres que enganaram. Morgana trata seus prisioneiros com dignidade e supre suas necessidades (nenhum deles parece estar em perigo e, uma vez libertados, eles guardam a lembrança do que viveram. É possível traçar um paralelo com a obra A Esposa de Bath (inglês: The Wife of Bath), que descreve nos Os Contos de Cantuária um reino arturiano dominado por mulheres, onde os papéis são invertidos.
De acordo com a análise de Carolyne Larrington, o Vale, como criação da própria Fada Morgana, também reflete uma parte importante da personalidade da fada, de certa maneira uma forma preventiva de feminismo. Por meio de seu poder, decorrente de seu conhecimento de magia, ela consegue, por meio da lenda, reverter uma situação que, na realidade, as mulheres não teriam a capacidade de mudar. Como a demonstração mágica da Fada Morgana, a criação do Vale Sem Retorno interfere na vida de centenas de cavaleiros arturianos e também ilustra a tensão presente no relacionamento entre homens e mulheres na sociedade da época: nas obras literárias, o cavaleiro não é nada sem o amor de uma mulher, muitas vezes reduzida ao papel de objeto. No entanto, as expectativas de uma mulher da época iam além do simples fato de ver seu marido "dedicar suas façanhas cavalheirescas a ela".

## Local físico

### Descrição
O Vale Sem Retorno é um vale profundo localizado na Floresta de Paimpont. A entrada para o Vale fica perto da cidade de Tréhorenteuc, em Morbihan, e o local é inseparável dessa vila. No entanto, o Vale Sem Retorno é oficialmente uma parte do território do município de Paimpont, departamento de Ille-et-Vilaine. O vale é uma extensão natural da Floresta de Paimpont. É cercado por cumes, cortados por xisto púrpura, um tipo de rocha típica da região.
O vale como um todo mantém as cicatrizes dos vários incêndios que o afetaram ao longo do século XX, favorecidos pela predominância de coníferas na área. A vegetação consiste em carvalhos e pinheiros, com uma alternância de charnecas rochosas e áreas arborizadas. O local também é o lar de uma grande variedade de pássaros, principalmente passeriformes.
O Vale Sem Retorno está sujeito a várias proteções ecológicas devido à variedade e à fragilidade de sua flora e fauna. Duas áreas principais são consideradas como "zonas naturais de interesse ecológico, fauna e flora": a área do riacho e a área da Floresta de Paimpont. Ele também é um local que pertence à Rede Natura 2000.

### História
O Vale Sem Retorno foi o primeiro lugar a reivindicar uma ligação com os locais da lenda arturiana. Não estava predisposto a se tornar um local turístico popular devido à sua localização longe de qualquer estrada principal e da cidade de Paimpont. Durante a maior parte de sua história, o Vale Sem Retorno serviu como local para atividades metalúrgicas e agrícolas. Especificamente, foi usado como pasto para animais domésticos e como suprimento de fibras de madeira.

#### Século XIX (Renascença Céltica)
Durante a Renascença Céltica do século XIX, as reivindicações de locais arturianos na Bretanha começaram a ganhar força. Em seu poema de 1811 A Távola Redonda (La table ronde), Auguste Creuzé de Lesser indicou que a floresta de Brocéliande, na Bretanha, ficava perto de Quintin. Ludovic Chapplain, membro fundador do Lycée Armoricain, defendeu a localização do lendário Vale Sem Retorno na Bretanha no artigo de 1823 Ao editor do Lycée Armoricain (À Monsieur l'éditeur du Lycée Armoricain).
Em 1812, o arqueólogo Jean-Côme-Damien Poignant e o entusiasta da poesia François-Gabriel-Ursin Blanchard de la Musse associaram as façanhas narradas por esse poema, A Távola Redonda (La table ronde), ao Vale de Marette, localizado a leste da Floresta de Paimpont. Notavelmente, eles colocaram o "pavilhão" da Fada Morgana no Château de Comper. Em 1850, a localização do Vale Sem Retorno foi ligeiramente deslocada para o oeste devido ao estabelecimento de um prédio de metalurgia das forjas de Paimpont, o que distorceu o caráter lendário do Vale de Marette, contradizendo a imagem da natureza intocada. A importância da paisagem tornou-se primordial na seleção de um local substituto: o Vale de Rauco, próximo a Tréhorenteuc, onde permanece até hoje. Félix Bellamy confirmou definitivamente esse novo local na década de 1890.

#### Início do século XX (Padre Gillard)

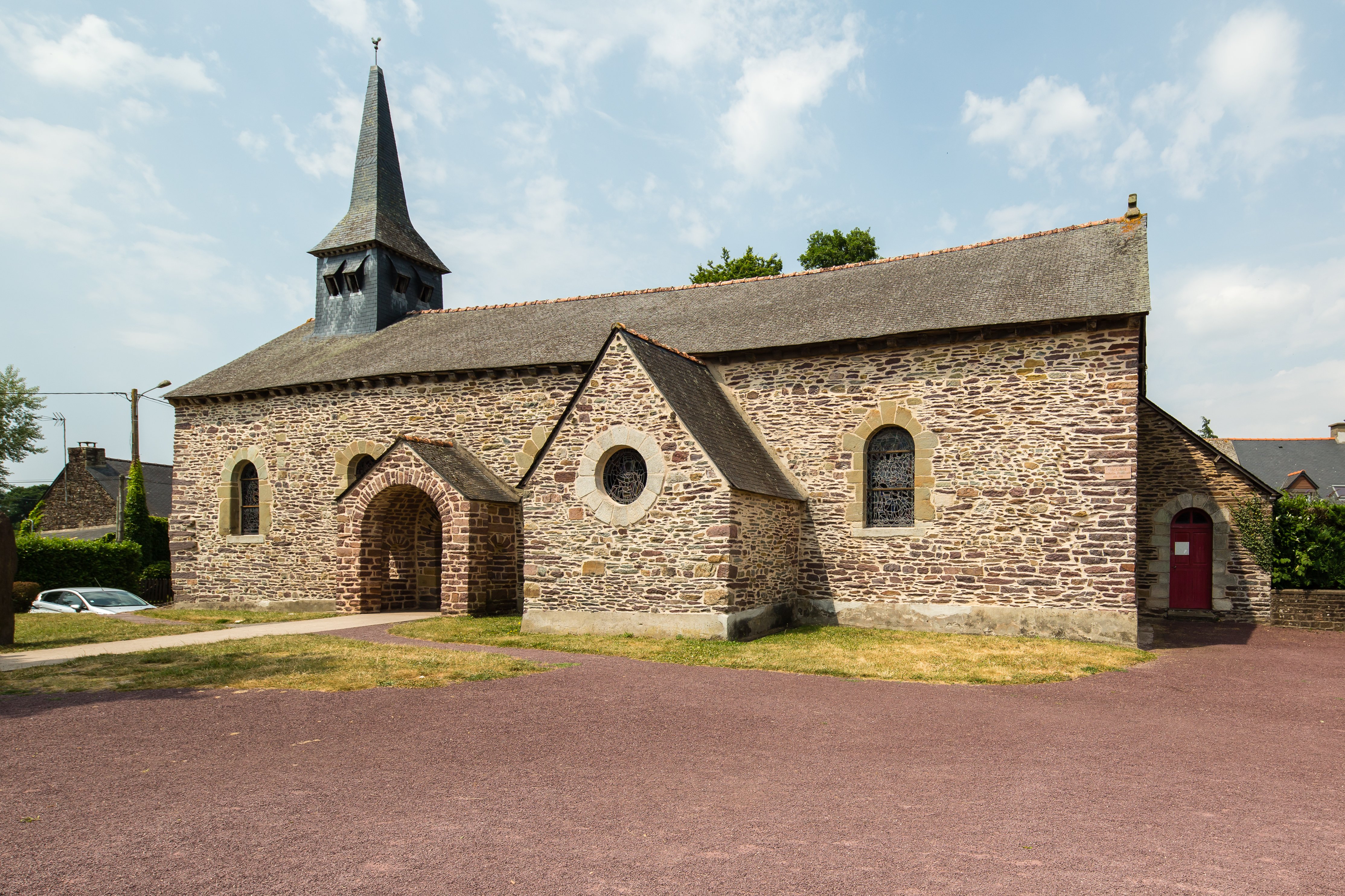
A Igreja de Saint Onenne, em Tréhorenteuc, ponto de partida para visitas ao Vale Sem Retorno, de 1945 a 1963

Nomeado reitor de Tréhorenteuc em 1942, o padre Henri Gillard reconheceu o potencial de cristianização das lendas arturianas para revigorar a fé local. Ele financiou pessoalmente a restauração da Igreja de Saint Onenne, imbuindo a lenda arturiana na decoração cristã tradicional. Notavelmente, sua remodelação da Via Sacra apresentou, na nona estação, a terceira queda de Jesus no Vale Sem Retorno.
A igreja se tornou o ponto de encontro dos visitantes que queriam aprender sobre as lendas da Floresta de Paimpont, aumentando rapidamente o número de turistas no Vale Sem Retorno. Depois disso, a Sociedade Arturiana Internacional (International Arthurian Society) reconheceu oficialmente o local em seu quarto congresso, em Rennes, em 1954.

#### Final do século XX (desenvolvimento do local)
Embora os habitantes locais não considerassem o desenvolvimento do local uma prioridade, vários empreendimentos começaram a surgir em favor do turismo: de 1971 a 1972, houve limpeza do mato e reparo de estradas no Vale. No final do século XX, o departamento de Morbihan criou suas próprias instalações turísticas para dissociar o Vale Sem Retorno da Igreja de Tréhorenteuc e renomeou o leste do departamento como "País da Távola Redonda" ("Pays de la Table ronde"). Em 1972, o prefeito de Paimpont criou o Escritório de Turismo de Brocéliande (Tourist Office of Brocéliande), com o objetivo de gerenciar o turismo na Floresta de Paimpont (incluindo o Vale Sem Retorno).
Com o abandono das atividades agrícolas no local, a derrubada de arbustos chegou ao fim e, como resultado, os incêndios devastaram o Vale Sem Retorno de 1959 a 1990. Nos dois anos seguintes ao incêndio de 1990, que destruiu mais de 400 hectares de charnecas, voluntários contribuíram para a regeneração da área plantando milhares de árvores na Floresta de Paimpont. Uma árvore dourada foi criada para o Vale pelo artista François Davin, como uma forma de relembrar à perda de árvores na área.

### Turismo
As associações do local com o místico e o sobrenatural são muito exploradas pelo setor de turismo na área. Vários locais de interesse turístico estão localizados dentro do Vale:
- O Espelho das Fadas (Le Miroir aux fées) é um lago localizado na entrada do Vale, que anteriormente era a fonte de um moinho de água. Está associado a uma lenda local que afirma que era habitado por sete irmãs fadas, que supostamente podem ser vistas quando se olha para o lago.[9]

- A Árvore de Ouro (L'Arbre d'Or) é uma instalação artística que retrata uma árvore dourada cercada por cinco árvores queimadas. É uma instalação artística criada por François Davin em 1991 como memória do incêndio de 1990 que causou imensa destruição da vegetação na área.[9]

- Rocha dos Falsos Amantes (Le rocher des Faux-Amants) consiste em duas rochas entrelaçadas com vista para o Vale que lembram as figuras de dois amantes se abraçando. Essas rochas estão ligadas à lenda do Vale: dizem que são as figuras do cavaleiro Guiomar e sua amante, transformados em pedra pela Fada Morgana quando ela os descobriu juntos no topo do vale.[9]

O Vale também é popular entre os seguidores do neodruidismo, que fazem peregrinações regulares ao local.